# Oberer Hausherzberger Teich

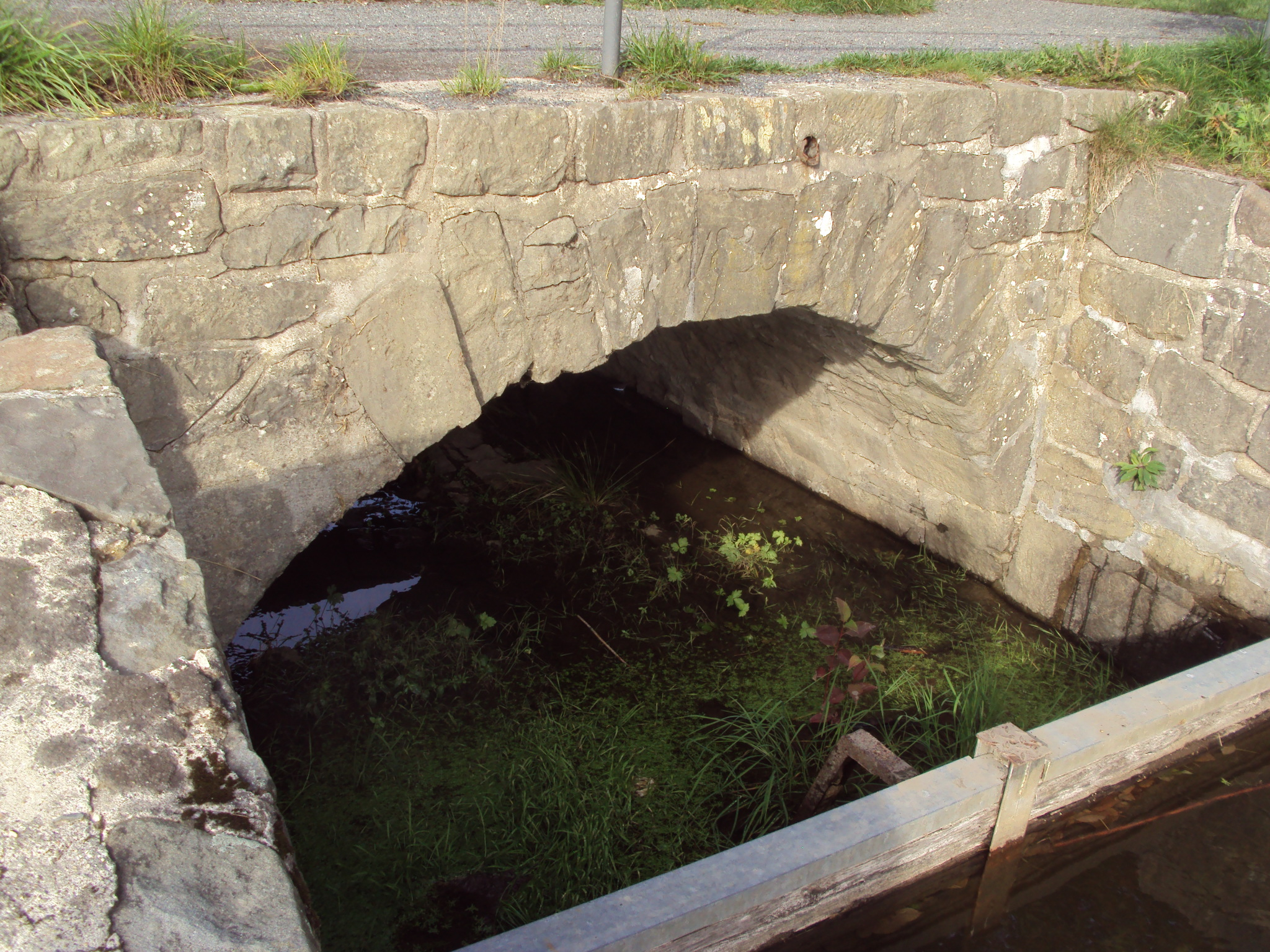
Gewölbebrücke der Hochwasserentlastungsanlage („Ausflut“)

Der Obere Hausherzberger Teich ist eine historische Talsperre bei Clausthal-Zellerfeld. Er wurde im Zusammenhang mit dem Oberharzer Wasserregal von Oberharzer Bergleuten im 17. Jahrhundert angelegt. Wie alle Bauwerke des Oberharzer Wasserregals ist auch der Obere Hausherzberger Teich seit dem Jahr 2010 Bestandteil des UNESCO-Weltkulturerbes Bergwerk Rammelsberg, Altstadt von Goslar und Oberharzer Wasserwirtschaft.

## Lage
Der Teich liegt am östlichen Stadtrand von Clausthal-Zellerfeld bzw. am nördlichen Rand des Viertels „Tannenhöhe“. Oberhalb befindet sich der Langer Teich; unterhalb liegen der Untere Hausherzberger Teich und der Untere Eschenbacher Teich. An seinem südöstlichen Ufer befindet sich eine Ferienanlage. 
Bemerkenswert ist, dass der Stauraum des Unteren Hausherzberger Teiches unmittelbar an dem Damm des Oberen Hausherzberger Teiches anschließt und diesen auch nicht unerheblich mit einstaut. 
Am nördlichen Ufer befinden sich historische Anlagen einer Badeanstalt, die aber heute nur noch als „Badestelle“ betrieben wird. 

## Beschreibung
Der Staudamm wurde als Erdbauwerk, das heißt mit einer Erd- und Felsschüttung, erstellt. Dieses Dammschüttmaterial wurde örtlich gewonnen und ist von überwiegend steiniger Substanz. Von Besonderheit sind die Wellenschutzmauern aus Trockenmauerwerk, die hier beidseitig angelegt sind und auf der Luftseite eine Höhe von mehr als fünf Metern erreicht. Aufgrund seiner Bauwerksabmessungen und seines Stauvolumens wird die Anlage als Talsperre eingeordnet. 
Es handelt sich hier um einen Teich der „Alten Bauart“. Demnach befindet sich seine Rasensodendichtung an der wasserseitigen Böschung und der Grundablass wurde bis in die 1970er Jahre hinein von einem im Wasser vor dem Damm stehenden Striegelgerüst aus bedient. Dieses Striegelgerüst steht hier noch heute am südlichen Dammende, stellt aber nur eine Attrappe dar. Der Striegel Oberer Fall wird heute hydraulisch betrieben. Wenn der Wasserspiegel um etwa einen Meter gesunken ist, taucht aus dem Wasser etwa in Dammmitte ein sonst unter Wasser befindlicher Steg auf, über den der Striegel Unterer Fall betätigt werden kann. Eine vollständige Entleerung des Teiches ist allerdings nur bei stark abgesenktem Unteren Hausherzberger Teich möglich. 

## Bauwerkshistorie
Der Bau soll vor 1613 erfolgt sein. Eine andere Quelle nennt das Jahr 1588 als Baujahr.
Der Gewölbeschlussstein an der Ausflutbrücke wurde mit der Jahreszahl 1836 versehen. Im Jahr 1986 wurde die Gewölbebrücke über die Hochwasserentlastung abgetragen und neu unter Verwendung der originalen Grauwackesteine errichtet. Hierbei wurde an unsichtbarer Stelle auch mit Stahlbeton gearbeitet. Eine umfangreiche Sanierung des Striegelhauses erfolgte in den Jahren 2006 und 2007. Aufgrund des Bemessungshochwassers wurde der Damm im Jahr 2010 um bis zu 37 cm erhöht.  
Bis Ende des 20. Jahrhunderts wurde der Teich auch viel zum Schlittschuhlaufen und zum Eisstockschießen genutzt. Die Nutzung als Freibad bzw. Badestelle erfolgt etwa seit dem Beginn des 20. Jahrhunderts.

## Einzugsgebiet, Wasserwirtschaft
Das natürliche Einzugsgebiet besteht fast ausschließlich aus Wald und Bergwiesen. Der Hauptzulauf kommt heute aus dem Gebiet des Langer Teiches. Es ist mit 0,73 km² bezogen auf die Größe der Stauanlage relativ klein. Ursprünglich bezog der Obere Hausherzberger Teich seinen Hauptzulauf aus dem Dammgraben, der bis zu 1000 Liter pro Sekunde (l/s) aus einem 23,7 km² großen Einzugsgebiet über den Mönchstaler Wasserlauf zuführte. Der Einlauf des Mönchstaler Wasserlaufes befindet sich im Bereich der Stauwurzel. Er liegt unter dem üblichen Wasserspiegel und ist daher für den Laien nicht zu erkennen.
Die Einleitung des Dammgrabens wurde 1976 aus wasserrechtlichen Gründen eingestellt, ist heute aber noch technisch möglich. In der Regel läuft das Wasser des Oberen Hausherzberger Teiches nicht über die Hochwasserentlastungsanlage ab, sondern entgegen der ursprünglichen Fließrichtung durch den Mönchstaler Wasserlauf in das Mönchstal und damit in die Okertalsperre. 

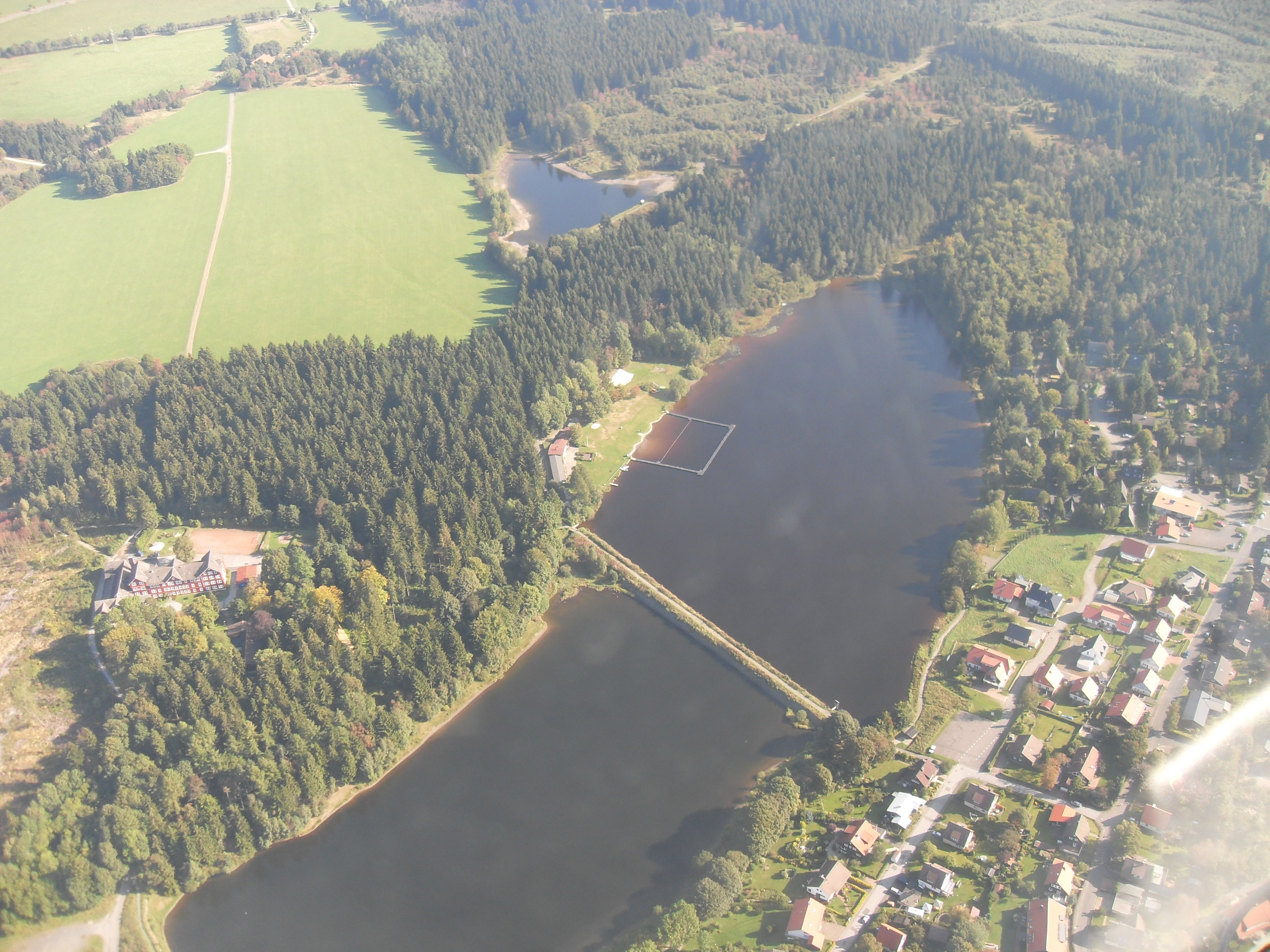
Luftbild Oberer Hausherzberger Teich. Links oben ist der Langer Teich, am unteren Bildrand der Untere Hausherzberger Teich
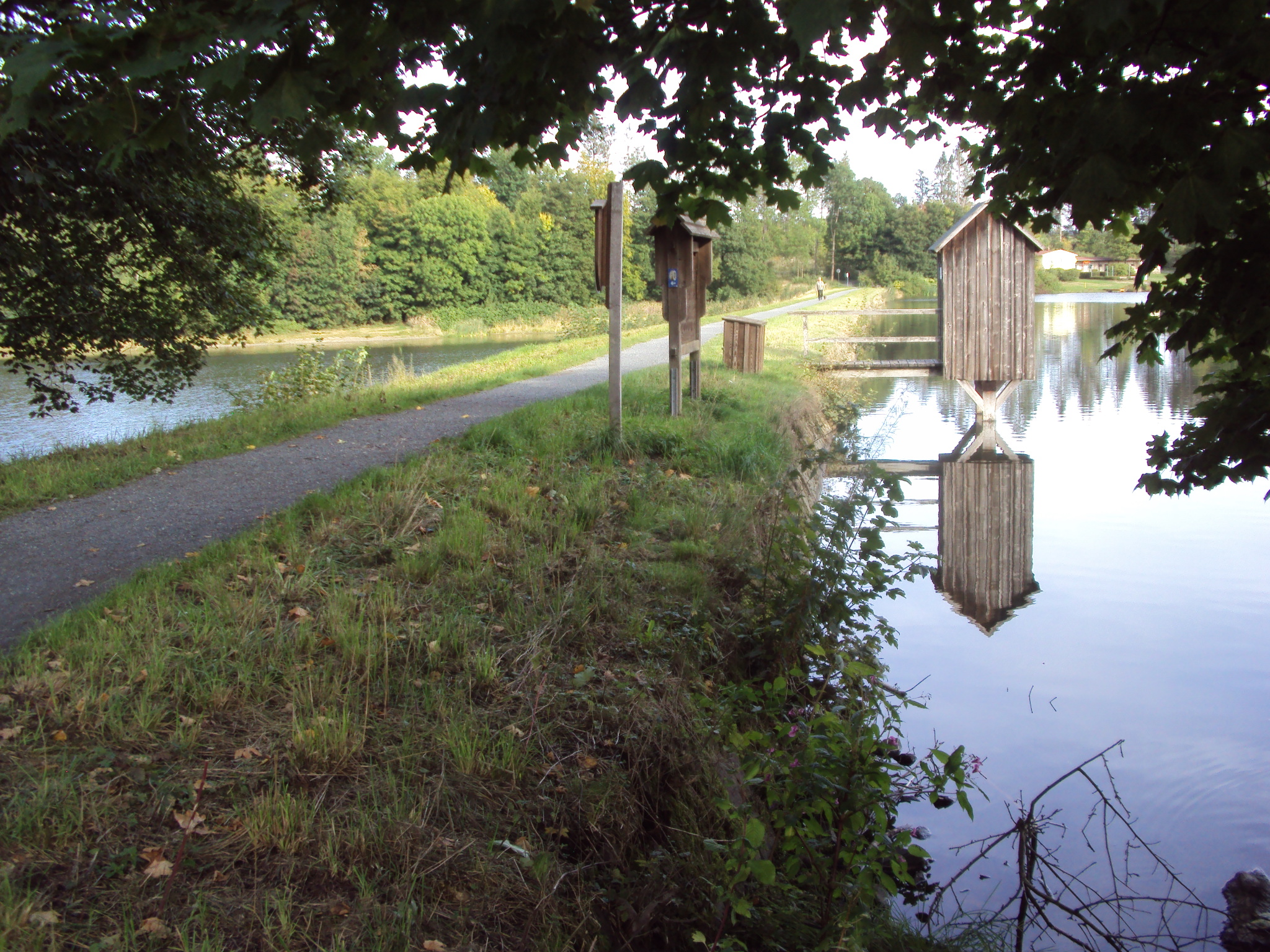
Blick über den Damm und das Striegelhaus oberer Fall
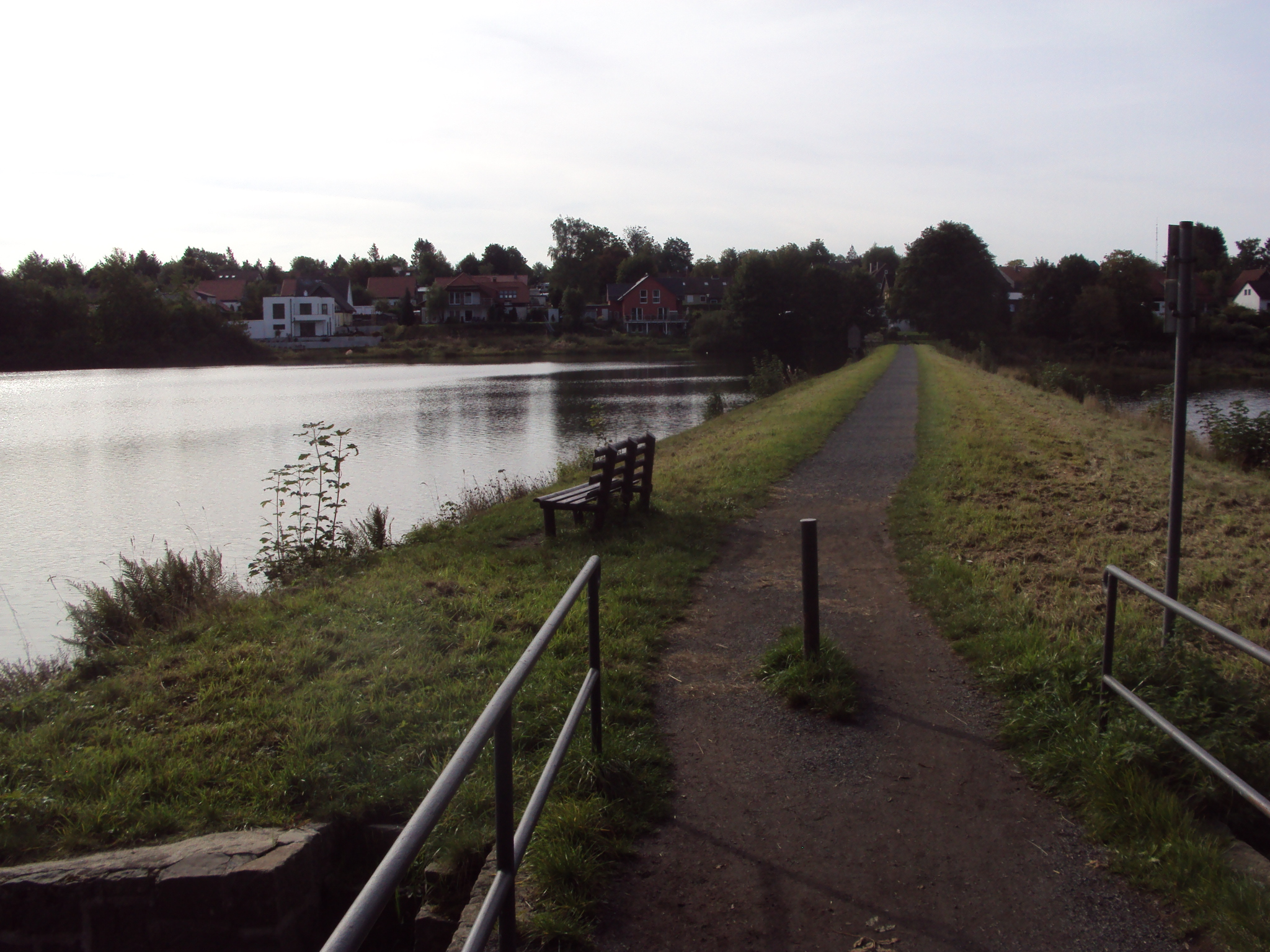
Blick über die Ausflutbrücke auf den Damm, die Wasserfläche und an die angrenzende Wohnbebauung.